# Arnaud Denjoy
Arnaud Denjoy (n. 5 ianuarie 1884 la Auch - d. 21 ianuarie 1974 la Paris) a fost un matematician francez, profesor de analiză matematică la Sorbona, membru al Academiei Franceze de Științe și membru de onoare al Academiei Române (din 1957).

## Activitate științifică
Denjoy are lucrări importante în domeniul analizei matematice, în special în teoria funcțiilor de o variabilă reală.
A studiat niște funcții analitice, continue în tot planul și singulare de-a lungul unui arc de curbă.
A obținut teoreme relativ la distribuția anumitor proprietăți locale ale unei funcții reale de o variabilă reală.
A rezumat cercetările lui Borel privind funcțiile monogene.
A studiat funcțiile de ordin finit și punctele asimptotice.
S-a ocupat de teoria funcțiilor de variabilă complexă, de funcțiile quasi-analitice, de topologie etc.
În 1912 a introdus o integrală care-i poartă numele.
În 1916 a introdus o integrală mai generală numită integrala Denjoy-Hincin.
De asemenea s-a ocupat de generalizarea procedeului de integrare a lui Lebesgue.
A demonstrat că orice funcție masurabilă este aproximativ continuă aproape peste tot.

## Participare socială
În 1932 a participat la Congresul Matematicienilor Români, ținut la Drobeta-Turnu Severin, iar în 1956 la Congresul Matematicienilor Bulgari, care a avut loc la Sofia.
În 1933 a ținut o serie de conferințe la Universitatea din Cluj.
A colaborat la revista Mathematica al cărui director a fost Gheorghe Țițeica, iar secretar Petre Sergescu.
A avut relații de prietenie cu Petre Sergescu, iar printre studenți a avut pe Alexandru Ghika și Nicolae Teodorescu.

## Scrieri
- 1937: Introduction à la Théorie des fonctions de variables réelles, o lucrare importantă în istoria calculului diferențial și integral;
- 1941: Leçons sur le calcul des coefficients des séries trigonométriques.